# Operador multiplicación
En teoría de operadores, un operador de multiplicación es un tipo de operador Tf definido en algún espacio vectorial de funciones y cuyo valor en una función φ viene dado por la multiplicación por una función fija f.
Esto es 
|  | {\displaystyle T_{f}\varphi (x)=f(x)\varphi (x)\quad } |

para todo φ en el dominio de Tf, y todo x en el dominio de φ (que es el mismo que el dominio de f).
Este tipo de operador a menudo se compara con el operador composición. Los operadores de multiplicación generalizan la noción de operador dada por una matriz diagonal. Más precisamente, uno de los resultados de la teoría de operadores es un teorema de descomposición espectral que establece que cada operador autoadjunto en un espacio de Hilbert es unitariamente equivalente para un operador de multiplicación en un espacio L2.

## Ejemplo
Considérense en un espacio de Hilbert las funciones X= L2[−1, 3] de cuadrado integrable con valores complejos en el intervalo cerrado [−1, 3]. Con f(x)= x2, se define el operador
{\displaystyle T_{f}\varphi (x)=x^{2}\varphi (x)}
para cualquier función φ en X. Este será un operador lineal acotado autoadjunto, con dominio todo el intervalo X= L2[−1, 3] y con norma 9. Su espectro será el intervalo [0, 9] (el rango de la función x→ x2 definida sobre [−1, 3]). De hecho, para cualquier número complejo λ, el operador Tf − λ viene dado por
|  | {\displaystyle (T_{f}-\lambda )(\varphi )(x)=(x^{2}-\lambda )\varphi (x).} |

Es invertible si y solo si λ no está en [0, 9], y entonces su inversa es
|  | {\displaystyle (T_{f}-\lambda )^{-1}(\varphi )(x)={\frac {1}{x^{2}-\lambda }}\varphi (x),} |

que es otro operador de multiplicación.
Esto se puede generalizar fácilmente para caracterizar la norma y el espectro de un operador de multiplicación en cualquier espacio Lp.